# Pskov
Pskov (rus. Псков, njemački: Pleskau) je grad u Rusiji i administrativno središte Pskovske oblasti. Pskov je jedan od najstarijih gradova u Rusiji. Početak Pskova potječe još iz vremena Kijevske Rusi, a bio je prijestolnica Pskovske Republike i trgovačka postaja Hanzeatske lige. Kasnije je došao pod kontrolu Velike Kneževine Moskve i kasnijeg Ruskog Carstva.
God. 2019. UNESCO je na popis mjesta svjetske baštine u Europi stavio deset lokaliteta u gradu Pskovu koji predstavljaju „Crkve Pskovske škole arhitekture”. Naime, ove „crkve, katedrale, samostani, fortifikacijski tornjevi i upravne zgrade, inspirirani bizantskom i novgorodskom tradicijom, potaknuli su evoluciju ruske arhitekture tijekom pet stoljeća”.

## Zemljopisne odlike
Pskov se nalazi na sjeverozapadu Rusije, oko 70 kilometara istočno od granice s Estonijom, na ušću rijeke Pskovna u rijeku Velikaju i 16 km od ušća rijeke Velikaje u Pskovsko jezero; u središtu Pskovske nizine. Ukupna površina parkova i javnih vrtova u Pskovu iznosi više od 40 hektara. Područje grada je 95,6 km², od sjevera do juga je 9,2 km, a od zapada prema istoku 10 km. Prosječna visina iznad razine mora je 46,5 m.
Klima u Pskovu je vlažna kontinentalna s pomorskim utjecajem zbog relativne blizine Baltičkog mora i Finskog zaljeva; s relativno blagim (za Rusiju), ali dugim zimama (obično pet mjeseci godišnje) i toplim ljetom. Ljeto i jesen imaju više padalina od zime i proljeća. Prosječna godišnja temperatura - + 5,9 ° C, a prosječna godišnja vlažnost zraka je 80%.

## Povijest
██ Pskovska Republika
██ Poljsko kraljevstvo
██ Livonska braća mača
██ Veliko vojvodstvo Litva
Grad se pod nešto drugačijim imenom, Pleskov (Плесков, Plѣskovv, Plěskov), prvi put spominje 903. godine, kada je zapisano kako je Igor Kijevski oženio lokalnu damu, sv. Olgu. Prvi knez Pskova bio je Sudislav, sin Vladimira I. Njega je zarobio njegov brat Jaroslav Mudri i nije bio oslobođen sve dok Jaroslav nije umro. U 12. stoljeću, grad je pao pod vlast Novgorodske Republike. I u 13. stoljeću Pskov je bio pod kontrolom Novgoroda. Godine 1241., grad su osvojili Teutonci, ali ga je nakon nekoliko mjeseci oslobodio Aleksandar Nevski. Kako bi osigurali svoju neovisnost, stanovnici Pskova odabrali su litvanskog ratnika Daumonta, za vojnog zapovjednika zaduženog za obranu grada 1266. godine. On je utvrdio grad, pobijedio Teutonce u bitci te osvojio najveći dio Estonije. Daumontov grob nalazi se u Kremlju u Pskovu, a tvrđava koju je izgradio i danas se zove Daumontov grad.
Pskov je bio središte Pskovske Republike, koja je dugo vremena samostalna država. Neovisnost Pskova, priznao je Novgorod 1348. godine. Nekoliko godina kasnije, grad je dobio svoj zakonik.
Pskov je bio jedan od najzapadnijih ruskih gradova i jedna od najznačajnijih veza sa Zapadnom Europom. Također je bio meta mnogih napada. Tako je tijekom 15. stoljeća, Kremlj u Pskovu izdržao 26 opsada. U gradu je u tom razdoblju cvjetala lokalna škola izrade ikona, koja se smatrala najboljom u Rusiji.
Godine 1510., Pskov je osvojila Moskovska kneževina. Tako je postao drugi po veličini grad u Kneževini. Grad je izdržao jednu tešku opsadu Poljaka 1581. godine.
Od 1777. godine, Pskov je bio glavni grad različitih upravnih cjelina. Upravo je u Pskovu, car Nikola II. abdicirao početkom 1917. godine. Tijekom Prvog svjetskog rata, Pskov je postao središte velikog dijela aktivnosti iza prvog fronta. U zimi 1917. – 1918., Njemačka carska vojska izvršila je invaziju na ovaj prostor. Srednjovjekovna utvrda je pružala malo ili ništa zaštite od suvremenoga topništva. I tijekom Drugog svjetskog rata, Pskov je pretrpio veliku štetu tijekom njemačke okupacije od 9. srpnja 1941. do 23. srpnja 1944. Mnoge antičke građevine, posebno crkve, uništene su prije nego što su oružane snage Njemačke uspjele okupirati grad.

## Znamenitosti
Pskov ima puno srednjovjekovnih zidina, izgrađenih u 13. stoljeću ili kasnije. Srednjovjekovna tvrđava Krom izgleda impresivno. Unutar zidina izdiže se 78 metara visoka Katedrala svetog Trojstva (Троицкий собор), nastala 1138. godine, a obnovljena 1690-ih godina. Katedrala sadrži relikvije svetih prinčeva Fsevoloda (umro 1138.) i Daumonta (umro 1299). 
Pskov ima naročito mnogo malih pitoresknih crkava, uglavnom iz 15. i 16. stoljeća. Najznačajnije su: crkva sv. Vasilija na brdu (1413.), sv. Kuzme i Damjana blizu mosta (1463.), sv. Jurja u dnu brda (1494.), Uznesenja Snetogorskog manastira (1444.) i sv. Nikole iz Usoke (16. st.). Pored njih, tu su i slabije očuvane, ali značajne crkve: Katedrala Ivana Preteče Ivankovskog manastira (1240.), Katedrala Preobraženja Spasko-Miroškog manastira (12. st.), sv. Mihovila sa zvonikom (14. st.), Pokrova kod Proloma (15. – 16. st.) i Bogojavljanja sa zvonikom (1489.). Ovih deset crkava je UNESCO 2019. god. stavio na popis mjesta svjetske baštine u Europi jer predstavljaju „Crkve Pskovske škole arhitekture”. One se odlikuju kubičnim volumenima, kupolama, trijemovima i zvonicima, s najstarijim elementima koji datiraju iz 12. stoljeća, a integrirane su u prirodni okoliš kroz svoje vrtove, zidove i ograde. Inspirirana bizantskom i novgorodskom tradicijom, Pskovska škola arhitekture dosegla je svoj vrhunac u 15. i 16. stoljeću i bila je jedna od vodećih škola u zemlji.
- Crkva sv. Nikole iz Usoke (16. st.)
- Crkva sv. Mihovila (1462.)
- Crkva Pokrova kod Proloma (15.-16. st.)
- Crkva sv. Jurja u dnu brda (1494.)
- Crkva sv. Kuzme i Damjana blizu mosta (1463.)

Rezidencijalnu arhitekturu 17. stoljeća predstavljaju trgovačke vile: Kuća soli, odaje Pogankin i vila Trubinski. 
Među znamenitostima u blizini Pskova su:
- Izborsk, sjedište Rurikova brata u 9. stoljeću i jedna od najtežih tvrđava srednjovjekovne Rusije
- Pskovske samostanske pećine, najstariji kontinuirano funkcionalan samostan u Rusiji (osnovan sredinom 15. stoljeća) i magnet za hodočasnike iz cijele zemlje
- Manastir Kripetski iz 16. stoljeća
- Manastir Jelizarov, koji je bio veliko kulturno i književno središte srednjovjekovne Rusije
- Mihajlovskoj, obiteljski dom Aleksandra Puškina gdje je napisao neke od najpoznatijih djela na ruskom jeziku. Ruski pjesnik pokopan je u drevnom klaustru u blizini Svetih planina.

Nažalost, područje trenutno ima samo minimalnu turističku infrastrukturu i veliki dio grada treba se detaljno obnoviti.

## Stanovništvo
Prema podacima popisa, u gradu je 2010. god. bilo 203.281 stanovnika, što je 501 (0,25%) više nego 2002., ali 508 manje nego 1989. god.
| 1939.  | 1959.  | 1970.   | 1979.   | 1989.   | 2002.   | 2010.   | 2016.   | 2019.   |
| ------ | ------ | ------- | ------- | ------- | ------- | ------- | ------- | ------- |
| 60.439 | 81.270 | 126.711 | 175.724 | 203.789 | 202.780 | 203.281 | 208.145 | 210.116 |

## Gospodarstvo
Obujam isporučene robe vlastite proizvodnje u Pskovu 2011. god. iznosio je 14,15 milijardi rubalja. (2010. taj broj je bio 12,83 milijardi).
Najveća tvornica u gradu je AD "AVAR" (AvtoElectroArmatura), proizvodnja električne opreme za automobile, kamione i traktore (releji, prekidači, osigurači, elektronički proizvodi). Ostale značajne tvrtke su: CJSC „Pskovelectrosvar” - proizvodnja teške opreme za zavarivanje; CJSC „Pskovska tvornica za šivanje Slavyanka” - krojenje pod robnom markom Truvor; „OOO Pskovgeokabel”  - proizvodnja oklopnih i posebnih kabela; CJSC „Pskov brodogradilište” - proizvodnja malih plovila od stakloplastike: veslački čamci i motorni čamci, jahte i brodice.

## Prijevoz
Pskov je u srednjem vijeku stajao na putu „od Varjaka (Vikinga) do Grka”. U isto vrijeme, grad je imao vodenu komunikaciju s gradovima Tartu, Tallinn, Stockholm i druge. Nakon što je Pskov pripao Moskovskoj kneževini oslabili su trgovinski odnosi s gradovima zapadne Europe, a izgradnjom Sankt Petersburga, cjelokupni teretni promet Rusije baltičkog smjera preusmjeren je na sliv Neve.
Krajem 19. i početkom 20. stoljeća Pskov postaje glavno željezničko čvorište gdje se križaju sljedeće pruge: Sankt Petersburg-Varšava, Pskov-Riga (286 km), Pskov-Bologoje (Tverska oblast) (335 km) i druge koje su uništene u Drugom svjetskom ratu.
Izuzetno visoka automobilizacija i razvoj infrastrukture gradskih autobusa nalaze se na jednom od vodećih mjesta u Rusiji s 35 linije (2018.), iako je unutar regije autobusna linija slabo razvijena. Autocestama Pskov je povezan na sjeveru s A58K096 do grada Slanci, te prema zapadu do granice s Estonijom (grad Pečori) s A212.
U Pskovu postoji „Međunarodna zračna luka Pskov” koja je pružala letove za Moskvu i Sankt Peterburgu.

## Gradovi prijatelji
| - Arles, Francuska - Białystok, Poljska - Černihiv, Ukrajina - Gera, Njemačka - Kuopio, Finska | - Mianyang, Kina - Nijmegen, Nizozemska - Neuss, Njemačka - Norrtälje, Švedska - Perth, Australija | - Roanoke, Virginia, SAD - Tartu, Estonija - Valmiera, Latvija - Vitebsk, Bjelorusija |

## Vanjske poveznice
- [neaktivna poveznica] (rus.)
- Arhiva Pskovske regije (rus.)